# Generazione Ecologia
Generazione Ecologia (in francese Génération écologie) è un partito politico attivo in Francia dal 1990.

## Storia

### La fondazione
Fondato da Brice Lalonde su iniziativa di François Mitterrand, alle elezioni legislative del 1993 giunge ad un accordo con i Verdi, ma raggiunge solo il 7% (mentre era in realtà accreditato al 16%).
Noël Mamère, vicepresidente del movimento dal 1992 al 1994, fu poi esclusa dal partito e fondò Convergenza Ecologia-Solidarietà, confluendo infine nei Verdi. Al contrario di molti partiti che tradizionalmente si stanziano nel centro-sinistra, Generazione Ecologia si presenta come un partito ambientalista di centro-destra, sostenendo posizioni conservatrici.
Generazione Ecologia ha cooperato dal 2004 con parecchi altri movimenti che condividono le sue priorità e ha collaborato con varie organizzazioni, soprattutto il Partito Federalista.

### L'Alleanza Ecologista Indipendente
Nel 2002 France Gamerre sostituisce Brice Lalonde alla guida del partito e intraprende una politica di alleanze con il Movimento Ecologista Indipendente e La Francia in azione che dà vita all'Alleanza Ecologista Indipendente. Alle elezioni europee del 2009, l'alleanza raccoglie il 3,6% dei voti e non ottiene alcun seggio.

### Il Polo Radicale ed Ecologista
Nel novembre 2010 il partito abbandona l'Alleanza e l'anno successivo, durante il 9º Congresso Nazionale elegge presidente Yves Piétrasanta. In seguito, nel corso di un incontro con Jean-Michel Baylet, presidente del Partito Radicale di Sinistra e candidato alle primarie del Partito socialista, Yves Piétrasanta annuncia la creazione di un Polo Radicale ed Ecologista basato su "valori sociali, umanisti, repubblicani, ecologisti ed europei".
Alle elezioni presidenziali del 2012 il Polo Radicale ed Ecologista sostiene la candidatura di François Hollande che ottiene al primo turno il primo posto grazie al 28,6% dei consensi contro il 27,1% del presidente uscente Nicolas Sarkozy.

## Presidenti
- 1991–2002: Brice Lalonde
- 2002–2008: France Gamerre
- 2008–2011: Jean-Noël Debroise
- 2011–2018: Yves Piétrasanta
- Dal 2018: Delphine Batho